# Prionomma javanum
Prionomma javanum is een keversoort uit de familie van de boktorren (Cerambycidae). De wetenschappelijke naam van de soort werd voor het eerst geldig gepubliceerd in 1884 door Lansberge. De keversoort komt voor in Indonesië, onder andere op de eilanden Java en Sumatra.